# 131.ª División blindada Centauro
La 131.ª División blindada Centauro (en italiano: 131ª Divisione Corazzata "Centauro") fue una División blindada del Regio Esercito italiano, que quedó constituida el 20 de abril de 1939 en Cremona a partir de la 1.ª Brigata Corazzata.
En el curso de la Segunda Guerra Mundial fue desplegada en Albania, interviniendo sucesivamente en las invasiones de Grecia y de Yugoslavia. Las unidades principales de la División (Mando, 31.° Reggimento Carristi y 5.° Regimiento de Bersaglieri) fueron enviados a Túnez en noviembre de 1942. Fue prácticamente aniquilada en los últimos días de marzo de 1943, durante los combates en Túnez, para ser definidamente disuelta en abril de ese mismo año.

## Historial operacional

### Operaciones en el frente balcánico
La Centauro inició su entrenamiento en Siena, para ser transferida en el curso del verano de 1940 a Albania, a la zona de Tirana. Encuadrada en el XXV Cuerpo de Ejército, fue empeñada en dos columnas cuando empezaron las hostilidades contra Grecia (véase Guerra Greco-Italiana). Al inicio de la campaña, el 28 de octubre de 1940, la División tenía una plantilla de 4.000 hombres, 163 tanques L y 24 piezas de artillería.
La columna principal (incluyendo el componente blindado de la División), utilizada en la cuenca de Kalibaki, no consiguió romper las defensas enemigas, y cuando se inició el contraataque griego fue utilizada para cubrir la retirada de las divisiones Ferrara y Modena. Sucesivamente fue utilizada en forma de destacamentos en varios puntos del frente. Retirada del frente el 4 de febrero de 1941 inició su reorganización, recibiendo el 1° Regimiento de Bersaglieri, a la vez que el 4.° Batallón blindado recibió tanques M, que finalmente sustituyeron a los tanques L. A fines de marzo fue enviada a Escútari, para enfrentarse a las fuerzas de Yugoslavia, dependiendo del XVII Cuerpo de Ejército italiano.
En los combates en Yugoslavia sostuvo violentos enfrentamientos en Prini That y Prini Banush, logrando finalmente romper las líneas enemigas y tomar Kopliku. El 17 de abril alcanzó la ciudad de Ragusa, donde se encontró con la vanguardia de la 133.ª División blindada Littorio procedente de Zadar. El 11 de mayo inició operaciones de embarque para su regreso a Italia.

### Reorganización
Regresada a Italia, la División es desmembrada, perdiendo su 1.° Regimiento de Bersaglieri y el 31.° Regimiento blindado, sustituido por el 131.° Regimiento blindado (equipado principalmente con tanques franceses tomados como botín de guerra). Posteriormente el 31.° Regimiento blindado, reorganizado tras equipar a sus batallones con tanques M, es reincorporado a la División, que es enviada al Piamonte, encargándose de su mando el general Carlo Calvi di Bergolo, y quedando encuadrada en el XXII Cuerpo de Ejército italiano, en espera de ser enviada a África.

### Operaciones en Túnez
La división Centauro no combatió en la campaña de Túnez como un conjunto orgánico completo, ya que parte de las unidades que la componían no fueron nunca enviadas desde la península italiana y, además, las partes de la unidad que fueron enviadas, nada más desembarcar, eran inmediatamente enviadas al frente, como agregadas de otras unidades, ya fuesen del Regio Esercito italiano, ya de la Wehrmacht alemana. Así, la mayor parte de los carros de combate (14.° y 17.° Batallón) operaron a las órdenes del Raggruppamento Cantaluppi, que ya se había hecho cargo de los restos de la Ariete, así como de la Littorio. Tras una serie de adquisiciones y pérdidas de unidades, no bien clarificadas debido a las dificultades que plantea la fragmentaria y caótica documentación conservada, a principios de 1943 el Raggruppamento Cantaluppi tomaba el nombre de División Centauro. Toma parte en la Batalla del paso de Kasserine, donde algunas de sus unidades tuvieron una importante actuación. El Mariscal de Campo Erwin Rommel tuvo especiales palabras de alabanza para el 7.º Regimiento Bersaglieri de la Centauro, que había atacado furiosamente y cuyo Comandante, el Coronel Luigi Bonfatti, cayó abatido durante los combates.
El 20 de marzo de 1943 la División Centauro, que se encontraba estacionada en la ciudad tunecina de Gafsa, recibió el ataque al completo del II Cuerpo estadounidense. La Centauro resistió a las fuerzas enemigas (a pesar de la superioridad numérica y en equipamiento de los estadounidenses) durante 12 días, y hasta el 31 de marzo no fue relevada por la 21.ª División Panzer. De todos modos, a pesar de haber logrado mantener la línea, la División italiana había quedado prácticamente aniquilada, motivo por el cual su dotación de bersaglieri (infantería) quedó agregada al Kampfgruppe Manteuffel mientras que sus carros de combate, aunque seguían bajo mando italiano, quedaron agregados a la 10.ª División Panzer alemana.
La 131.ª División Blindada Centauro fue oficialmente disuelta en el mes de abril de 1943.

## Estructura

### Composición orgánica de 1939
La División Centauro se constituye el 20 de abril de 1939, a partir de la 1ª Brigada blindada, que esa misma fecha queda disuelta, con la siguiente composición orgánica:
- 31° Reggimento Carristi:
  - 1° (7°), 2° (8°), 3° (10°) y 4° (31°) Battaglione Carri L[4] (los números entre paréntesis indican los batallones autónomos L originales)
- 5° Reggimento Bersaglieri:
  - 22° Battaglione Motociclisti
  - 14° e 24° Battaglione Autoportato
- 131° Reggimento Artiglieria Corazzata:
  - 1°, 2°, 3° Gruppo (todos ellos 75/27 transportables)
- 131ª Sezione Sanità
- 131° Autoreparto
- 79ª Sezione carabinieri
- 80ª Sezione carabinieri

### Composición orgánica en 1942
- 31° Reggimento Carristi:
  - 14°, 15°, 17° Battaglione Carri M
- 5° Reggimento Bersaglieri:
  - 21° Battaglione Motociclisti
  - 14° y 24° Battaglione Autoportato
- 131° Reggimento Artiglieria Corazzata:
  - 1° y 2° Gruppo 75/27 (transportables)
  - 3° Gruppo 105/28 (transportables)
  - 554° Gruppo semoventi con 75/18
- 31° Battaglione del Genio
- 131ª Sezione Sanità
- 131ª Sezione Sussistenza

## Comandantes de la División
- general Giovanni Magli desde el verano de 1940 hasta febrero de 1941.
- general Pizzolato, entre febrero de 1941 y marzo de 1942.
- general Carlo Calvi di Bergolo desde marzo de 1942 hasta la disolución de la División.